# Бульвар Космонавтов (Салават)
Бульвар Космонавтов (башк. Космонавтар бульвары) — бульвар города Салавата, расположенный в его центре .

## История
Застройка бульвара началась в 1968 году. Застроен 4—5-этажными домами. Первоначальное название — Бульварная улица. Переименован в бульвар Космонавтов 20 февраля 1969 года. Нумерация домов — от Уфимской улицы.
В доме 41а расположен Салаватский музыкальный колледж. На бульваре расположен кинотеатр «Октябрь», парк.
Дома 15, 17, 19 — первые в Салавате девятиэтажные жилые башни, построенные в 1968 году.

## Трасса
Бульвар Космонавтов начинается от Уфимской улицы и заканчивается на улице Губкина.
Пересекает улицы Ленина, Островского, 30 лет Победы.

## Транспорт
По бульвару Космонавтов ходит автобус № 1.
Движение транспорта по бульвару двусторонее.

## Учреждения
Магазин «Орбита» г. Салават, Космонавтов улица, д. 40

## Примечательные здания и сооружения

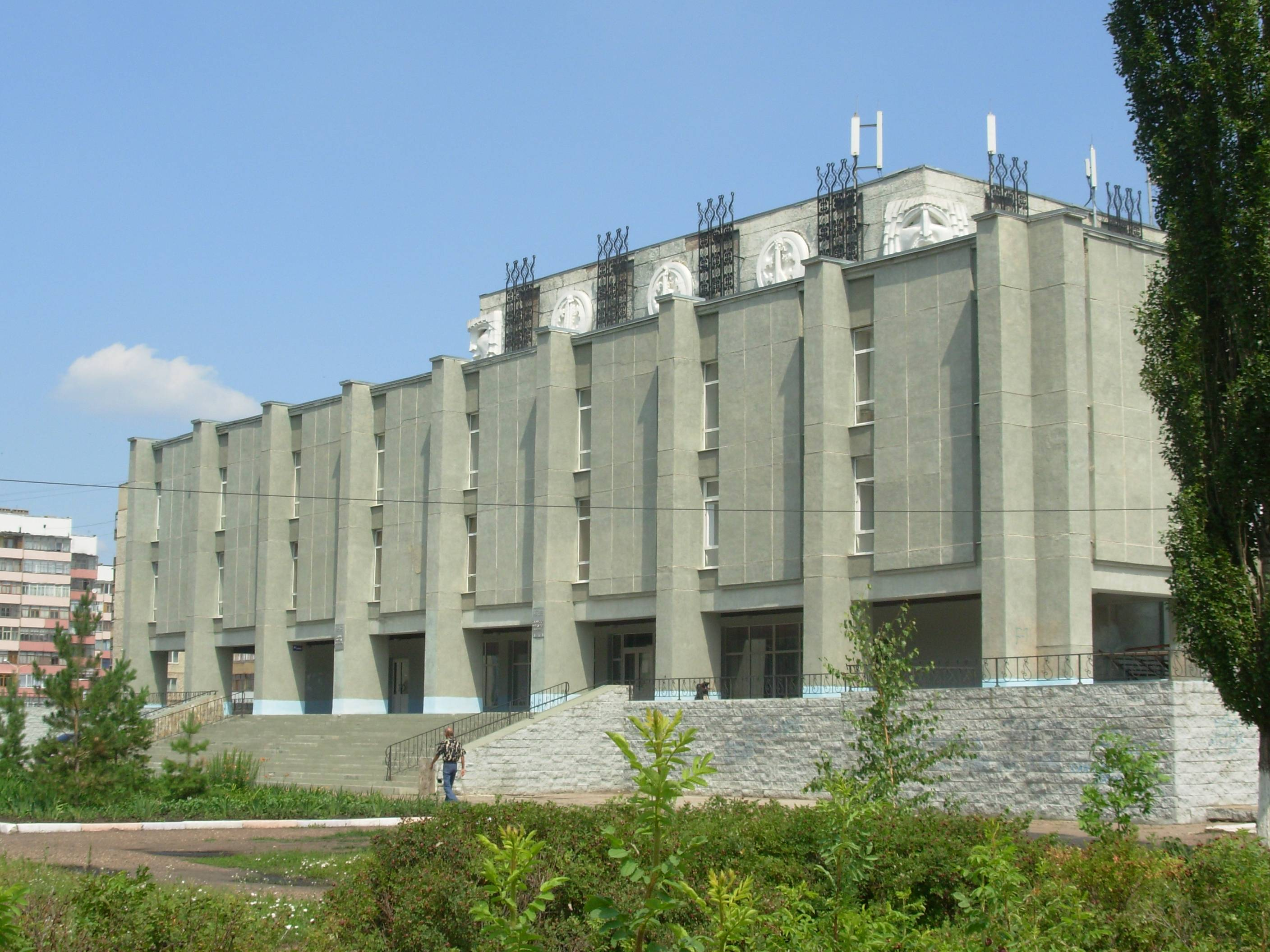
Музыкальный колледж

- Кинотеатр «Октябрь»
- Обелиск
- Музыкальный колледж

## Известные жители
В доме 16 б. Космонавтов жил герой России Трубанов В. Е. На доме открыта мемориальная доска в честь героя.